# باتريك سيركو
باتريك سيركو مواليد (27 يونيو 1944- 19 أبريل 2019) في فلاندرز الغربية، بلجيكا، هو دراج بلجيكي سابق. سبق أن شارك في دورة الألعاب الأولمبية الصيفية وفاز بميدالية أولمبية.

## سجل النتائج

### سباقات أو مراحل فاز بها
- طواف فرنسا

## الميداليات
| الميدالية | المسابقة                       |
| --------- | ------------------------------ |
| ذهبية     | الألعاب الأولمبية الصيفية 1964 |

## روابط خارجية
- باتريك سيركو على موقع أرشيف الدراجات (الإنجليزية)
- باتريك سيركو على موقع إحصائيات الدراجات الإحترافية (الإنجليزية)
- باتريك سيركو على موقع CycleBase (الإنجليزية)
- باتريك سيركو على موقع اللجنة الأولمبية الدولية (الإنجليزية)
- باتريك سيركو على موقع أوليمبيديا (الإنجليزية)